# Vell Sud

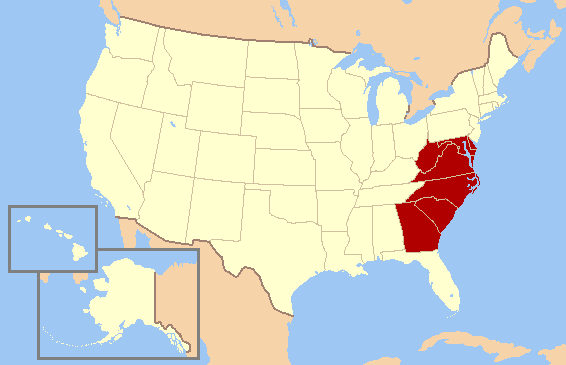
Mapa aproximat de l'Old South.

El Vell Sud (en anglès: Old South) és una expressió estatunidenca per referir-se a la regió sud-est dels Estats Units.
Geogràficament, el Vell Sud és una subregió dels Estats Units del Sud, diferenciats des del "Sud profund". És al sud dels Estats representats en les tretze colònies originals d'Amèrica, així com una manera de descriure l'estil de vida antiga al sud dels Estats Units. Culturalment, el terme pot ser utilitzat per descriure el període anterior a la guerra. En l'època colonial, va ser dominada en gran manera per les plantacions esclavistes.

## Zona geogràfica
Les colònies del Sud van ser Virgínia, Maryland, Carolina del Nord, Carolina del Sud i Geòrgia.
El "Vell Sud" es defineix generalment en oposició al Deep South incloent Alabama, Louisiana, Geòrgia i Mississipi, i també es diferencia dels estats fronterers terrestres, com Kentucky i Virgínia Occidental i els Estats perifèrics del sud de la Florida i Texas.